# Let Mortal Heroes Sing Your Fame
Let Mortal Heroes Sing Your Fame peti je studijski album austrijskog black metal-sastava Summoning. Album je 31. listopada 2001. godine objavila diskografska kuća Napalm Records.

## O albumu
Na ovom se albumu po prvi put u karijeri sastava pojavljuju čisti vokali i to na refrenu pjesme "Farewell". Ovo je također prvi album grupe na kojem je primjetljiva široka upotreba zvučnih uzoraka (preuzetih iz radijskih produkcija Gospodara prstenova) koji albumu daju blagu dramaturšku crtu.
Naslovnica za album preuzeta je sa slike "Draco Niger Grandis" Marka Harrisona.

## Popis pjesama
| 1.    | »A New Power Is Rising«             | 4:08 |
| 2.    | »South Away«                        | 6:04 |
| 3.    | »In Hollow Halls Beneath the Fells« | 8:56 |
| 4.    | »Our Foes Shall Fall«               | 7:01 |
| 5.    | »The Mountain King's Return«        | 8:53 |
| 6.    | »Runes of Power«                    | 5:51 |
| 7.    | »Ashen Cold«                        | 6:16 |
| 8.    | »Farewell«                          | 9:19 |
| 56:28 |                                     |      |

## Zasluge
Summoning
- Protector – vokali (na pjesmama 3, 4, 6, 7 i 8), programiranje bubnjeva, klavijature, gitara, miksanje, snimanje, omot albuma
- Silenius – vokali (na pjesmama 2, 5 i 8), klavijature, bas-gitara, omot albuma